# 帝人ファーマ

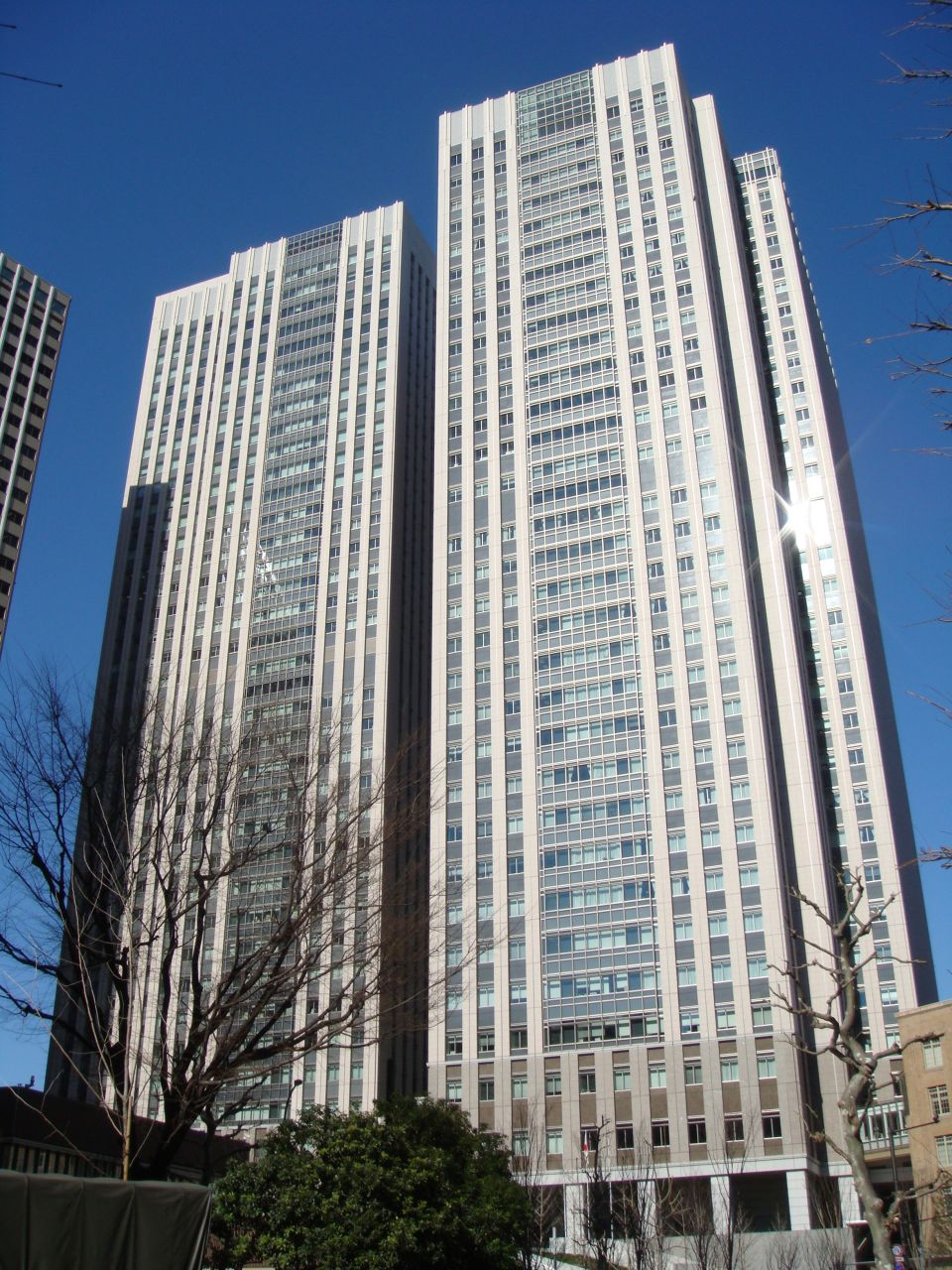
本社（霞が関コモンゲート）

帝人ファーマ株式会社（ていじんファーマ、英: TEIJIN PHARMA LIMITED.）は東京都千代田区に本社を置く、帝人グループの製薬会社。骨・関節系、呼吸器系、代謝・循環器系の医薬品や在宅医療機器の製造・販売を行う。2009年に、40年ぶりの痛風・高尿酸血症治療薬であるフェブキソスタットを発売した（日本国内では2011年発売）。

## 沿革
- 1972年（昭和47年）- 帝人が医薬品の研究開始。
- 1982年（昭和57年）- 在宅酸素療法事業開始。
- 1988年（昭和63年）- 痛風・高尿酸血症治療薬の研究開始。
- 2001年（平成13年）- 骨粗鬆症治療薬「ボナロン」発売開始。
- 2002年（平成14年）4月15日 - 帝人ファーマ株式会社設立。
- 2003年（平成15年）
  - 1月23日 - 帝人の医薬医療事業グループと杏林製薬との事業統合を発表（同年4月に統合見送り）。
  - 4月1日 - 帝人ファーマが帝人の医薬医療事業グループの事業を引き継ぎ、業務開始。
- 2009年（平成21年）- 米国で痛風治療薬フェブキソスタット（米国での商品名「ウロリック」）販売開始。
- 2019年（令和元年）10月1日 - 医薬事業本部と在宅医療事業本部を営業本部と研究開発技術本部に組織再編し、子会社の帝人在宅医療株式会社は営業本部へ異動。
- 2020年（令和2年）4月1日 - 子会社の帝人在宅医療を帝人ヘルスケア株式会社に社名変更[3]。

## 事業所
- 本社

〒100-8585 東京都千代田区霞が関3-2-1（霞が関コモンゲート西館）
- 創薬研究所、骨・関節研究所、医薬開発研究所、医療技術研究所

〒191-8512 東京都日野市旭が丘4-3-2
- 医薬岩国製造所、医療岩国製造所、製薬技術研究所

〒740-8511 山口県岩国市日の出町2-1

## 主な製品
- 骨代謝関連
  - 骨粗鬆症治療薬「ボナロン」
  - 骨吸収抑制剤「テイロック」
  - 活性型ビタミンD3製剤「ワンアルファ」
  - ヒアルロン酸ナトリウム架橋体製剤「サイビスクディスポ」
- 呼吸器関連
  - 吸入ステロイド喘息治療剤「オルベスコ」
  - 抗コリン性気管支収縮抑制剤「アトロベント」
  - 鎮咳剤「ライトゲン」
  - 気道潤滑去痰剤「ムコソルバン」
  - 持続性気管支拡張剤・腹圧性尿失禁治療剤「スピロペント」
  - 粘膜付着型鼻過敏症治療剤「リノコート」
- 代謝・循環器関連
  - 高脂血症治療剤「トライコア」
  - 虚血性心疾患用通気性テープ剤「アンタップ」
  - pH依存崩壊型EPA製剤「ソルミラン」
  - 痛風・高尿酸血症治療薬「フェブキソスタット」
- 血液製剤
  - 静注用人免疫グロブリン製剤「ベニロン」
  - 生体組織接着剤「ボルヒール」
  - 乾燥濃縮人活性化プロテインC「アナクト」
- 皮膚・消化器関連
  - 噴霧式口内炎治療剤「サルコート」
  - 人工唾液「サリベート」
  - 活性型ビタミンD3角化症・尋常性乾癬治療剤「ボンアルファ」
  - 緩下剤「ラキソベロン」
  - 付着型アフタ性口内炎治療剤「アフタッチ」
- 在宅医療機器
  - 酸素濃縮装置「ハイサンソ」
  - 携帯用軽量酸素ボンベ
  - 睡眠呼吸障害診断器・治療器「オートセット」
  - 超音波骨折治療器「セーフス」

## 不祥事
社員による新薬調査票の代筆
新薬の安全性の再審査制度を巡り、2007年6月に同社から発売された喘息治療薬「オルベスコ」について、本来は同制度に基づき、独立行政法人・医薬品医療機器総合機構が安全性などを検証した上で記載することになっている調査票を、同社の営業担当社員が代筆していたことが、2016年5月に判明し、厚生労働省は同社に対し行政指導を実施した。